# Josef Czerwenka
Josef Czerwenka (* 1. September 1918 in Ried in der Riedmark; † 22. November 1987 in Linz) war ein österreichischer Pädagoge und Politiker.

## Ausbildung und Beruf
Josef Czerwenka wurde als Sohn des im Internierungslager Katzenau tätigen Josef Čzerwinka (* 26. November  1890) und dessen Ehefrau Maria (geborene Gusenbauer; * 29. Juli 1893) in Ried in der Riedmark geboren und am  3. September 1918 auf den Namen Josef getauft. Seine Eltern hatten am 5. November 1916 geheiratet.
Nach seiner Ausbildung an Volks- und Hauptschule sowie der Lehrerbildungsanstalt in Linz legte er 1938 die Matura sowie die Hauptschulprüfungen für Deutsch und Leibesübungen ab. Zunächst war er Angestellter beim Finanzamt Perg und ab 1946 Lehrer in Schwertberg und Mauthausen. 1970 wurde er Hauptschuldirektor in Mauthausen.

## Politische Laufbahn
Er war ab 1966 Gemeinderat, von 1969 bis 1970 Vizebürgermeister und 1970 bis 1984 Bürgermeister in Mauthausen sowie von 1973 bis 1979 Bundesrat.
Er engagierte sich als Obmann des Amateurtheaters in Mauthausen, war Bildungsreferent bei den Kinderfreunden Mauthausen und Obmann des ASKÖ Mauthausen. Ab 1977 war er Bezirksobmann-Stellvertreter der SPÖ des Bezirks Perg und ab 1977 Obmann der SPÖ Mauthausen.

## Auszeichnungen
Er erhielt 1968 das Goldene Ehrenzeichen und wurde 1978 Ehrenringträger der Marktgemeinde Mauthausen. 1983 wurde er dort zum Ehrenbürger ernannt.
Nach ihm wurde die Josef-Czerwenka-Straße in Mauthausen benannt.